# ليه تومسون
ليه تومسون (بالإنجليزية: Les Thompson)‏ (23 سبتمبر 1968 في المملكة المتحدة - ) هو لاعب كرة قدم بريطاني في مركز الدفاع. لعب مع نادي بيرنلي وهال سيتي ونادي سكاربورو وميدستون يونايتد.